# Chiến dịch Entebbe

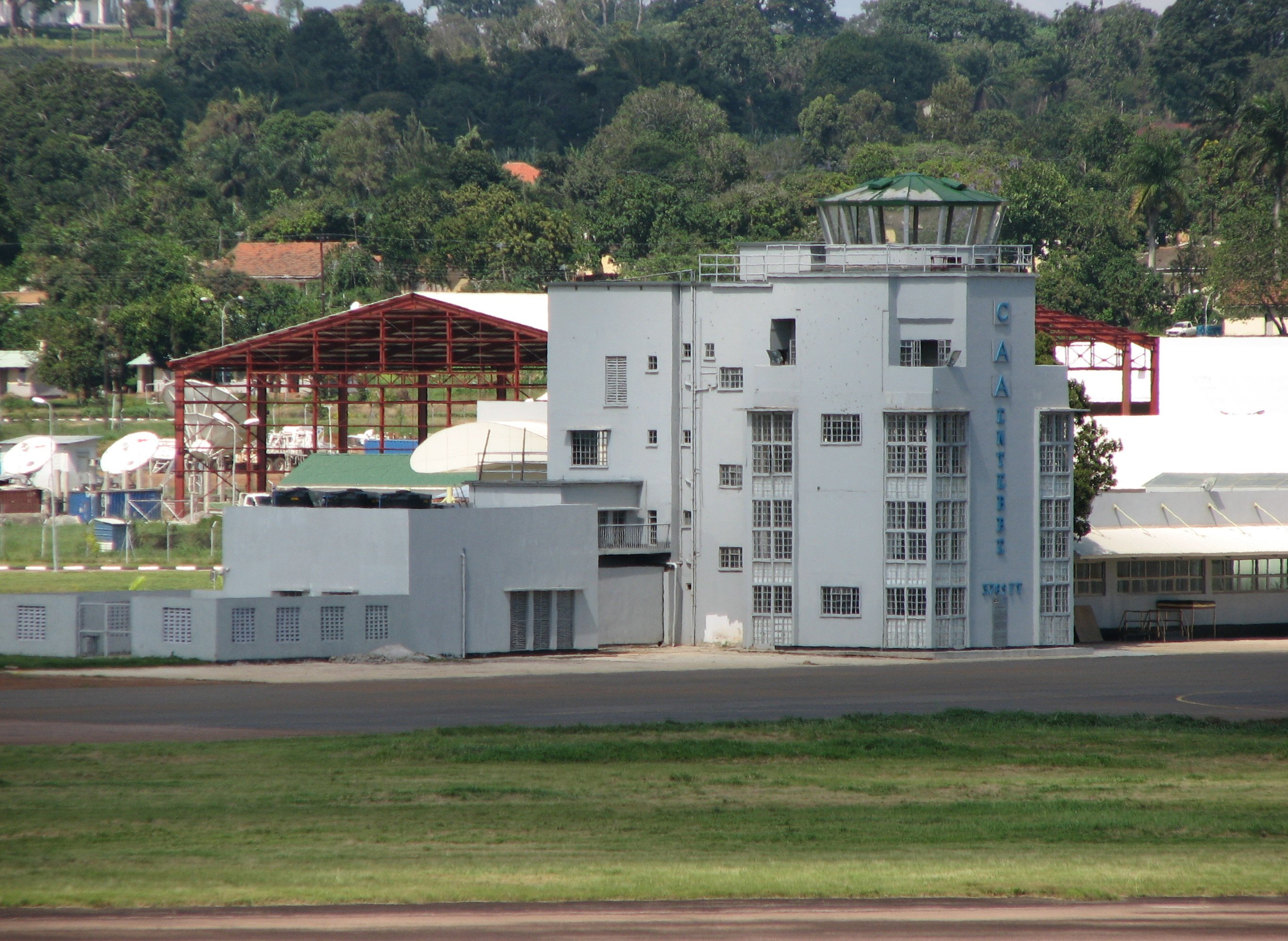
Toà nhà ga cũ tại Sân bay Quốc tế Entebbe ngày nay.

Chiến dịch Entebbe (còn được gọi là Chiến dịch Yonatan (tiếng Hebrew: מבצע יונתן), Cuộc đột kích Entebbe hay Chiến dịch Thunderbolt) là một phi vụ giải cứu con tin chống khủng bố do Các lực lượng Phòng vệ Israel (IDF) tiến hành tại Sân bay Entebbe ở Uganda trong đêm ngày 3 tháng 7 và rạng sáng ngày 4 tháng 7 năm 1976. IDF thực hiện phi vụ dựa trên thông tin được cơ quan tình báo Mossad của Israel cung cấp. Sau cuộc không tặc chuyến bay 139 của Air France các thành viên của các tổ chức du kích Các chi bộ Cách mạng và Mặt trận Nhân dân Giải phóng Palestine – Các chiến dịch bên ngoài và những kẻ không tặc đe doạ giết hại các con tin nếu các yêu cầu thả tù nhân của chúng không được đáp ứng, một kế hoạch đã được vạch ra nhằm không vận các con tin tới nơi an toàn. Những kế hoạch này có tính đến khả năng kháng cự vũ trang từ binh lính quân đội Uganda.
Ban đầu mật hiệu của nó được IDF đặt là Chiến dịch Thunderbolt, chiến dịch được đổi tên thành Chiến dịch Yonatan để tưởng nhớ chỉ huy của Sayeret Matkal là Trung tá Yonatan "Yoni" Netanyahu, anh trai của Benjamin Netanyahu, là lính commando duy nhất thiệt mạng trong vụ việc. Toàn bộ những kẻ không tặc, ba con tin và 45 lính Uganda bị giết, và năm lính commando Israel bị thương. Một con tin thứ tư bị giết hại  bởi các sĩ quan quân đội Uganda tại một bệnh viện gần đó.
Idi Amin, lãnh đạo Uganda ở thời điểm đó đã bị bẽ mặt bởi cuộc đột kích bất ngờ. Ông tin rằng Kenya đã hợp tác với Israel trong việc lập kế hoạch đột kích và hàng trăm người Kenya sống tại Uganda đã bị thảm sát ngay sau đó. Toà nhà nơi các con tin bị giữ từng được một công ty Israel xây dựng, và công ty này vẫn còn các bản thiết kế. Trong khi lên kế hoạch cho chiến dịch quân sự, quân đội Israel đã xây dựng một phiên bản một phần của nhà ga sân bay với sự giúp đỡ của công ty đó.

## Không tặc
Ngày 27 tháng 6 năm 1976, chuyến bay 139 của Air France, một chiếc Airbus A300 (Airbus A300B4-203), số đăng ký F-BVGG (cn 019), xuất phát từ Tel Aviv, Israel, mang theo 248 hành khách và phi đội 12 người, cất cánh từ Athens, hướng tới Paris. Ngay sau khi cất cánh lúc 12:30 p.m., chiếc máy bay bị không tặc bởi hai người Palestine thuộc Mặt trận Nhân dân Giải phóng Palestine - Các chiến dịch Bên ngoài (PFLP-EO) và hai người Đức thuộc Các chi bộ Cách mạng—Wilfried Böse và Brigitte Kuhlmann. Những kẻ không tặc buộc chuyến bay chuyển hướng tới Benghazi, Libya. Tại đây nó bị giữ trên mặt đất trong bảy giờ để tái nạp nhiên liệu, trong thời gian đó một nữ con tin được thả, người này có vẻ sắp bị sẩy thai. Chiếc máy bay rời Benghazi, vào lúc 3:15 p.m. nó tới Sân bay Entebbe ở Uganda.
Tại Entebbe, bốn kẻ không tặc được tăng cường thêm ít nhất bốn tên khác, với sự hỗ trợ của các lực lượng ủng hộ người Palestine của Tổng thống Uganda, Idi Amin. Chúng yêu cầu thả 40 người Palestine đang bị giam giữ tại Israel và 13 người khác đang bị bỏ tù tại Kenya, Pháp, Thuỵ Sĩ và Tây Đức. Chúng đe doạ nếu các yêu cầu này không được thoả mãn, chúng sẽ bắt đầu giết hại con tin vào ngày 1 tháng 7 năm 1976. Những tên không tặc đã chủ tâm xếp hành khách thành hai nhóm - người Do Thái và phi Do Thái. Khi chúng làm như vậy một nạn nhân còn sống sót của cuộc Diệt chủng người Do Thái đã vạch cho Böse xem một số đăng ký được xăm trong trại giam Phát xít trên cánh tay ông, Böse quả quyết "Tôi không phải Phát xít! ... Tôi là người theo chủ nghĩa lý tưởng". Những kẻ không tặc giữ các con tin trong một tuần tại phòng quá cảnh của Sân bay Entebbe - hiện là nhà ga cũ. Một số con tin được thả, nhưng 105 người vẫn bị bắt giữ. Những kẻ không tặc doạ giết họ nếu Israel không đáp ứng các yêu cầu của chúng.
Ngay khi những kẻ không tặc thông báo rằng phi đội và những hành khách không phải người Do Thái sẽ được thả và đưa lên một chiếc máy bay Air France khác đã được đưa tới Entebbe vì mục đích này, cơ trưởng Michel Bacos nói với những kẻ không tặc rằng mọi hành khách, kể cả những người còn lại, đều thuộc trách nhiệm của ông và rằng ông sẽ không bỏ họ lại. Toàn bộ thành viên phi đội đều làm theo Bacos. Một bà xơ người Pháp cũng từ chối được thả, đề nghị rằng một trong số hành khách còn lại sẽ được thả thay cho mình, nhưng bà bị các binh sĩ Uganda buộc phải vào chiếc máy bay Air France đang chờ. Tổng cộng 85 người Israel và/hay con tin Do Thái còn lại, cũng như 20 người khác, đa số họ gồm phi đoàn chiếc Air France.

## Kế hoạch chiến dịch
Vào thời hạn chót 1 tháng 7, chính phủ Israel để xuất đàm phán với những kẻ không tặc nhằm kéo dài thời hạn chót tới ngày 4 tháng 7. Amin yêu cầu chúng kéo dài thời gian tới mùng 4 tháng 7. Điều này có nghĩa ông có thể thực hiện một chuyến đi ngoại giao tới Port Louis, Mauritius, nhằm chính thức chuyển giao chức chủ tịch Tổ chức Thống nhất châu Phi cho Seewoosagur Ramgoolam. Việc kéo dài thời hạn chót này có tầm quan trọng cực lớn giúp các lực lượng Israel có đủ thời gian để tới Entebbe. Ngày 3 tháng 7, Nội các Israel thông qua phi vụ giải cứu, dưới sự chỉ huy của Thiếu tướng Yekutiel "Kuti" Adam cùng Matan Vilnai là Phó chỉ huy. Thiếu tướng Dan Shomron được chỉ định chỉ huy chiến dịch trên mặt đất. Sau nhiều ngày thu thập thông tin tình báo và lên kế hoạch bởi vị phó của Netanyahu là Moshe "Muki" Betser, bốn chiếc máy bay vận tải C-130 Hercules của Không quân Israel bí mật bay tới Sân bay Entebbe, trong bóng tối, mà không cần sự trợ giúp của đài không lưu mặt đất Entebbe.
Họ bay qua Sharm al-Sheikh, và xuống đường bay quốc tế qua Biển Đỏ, bay ở độ cao không hơn 30 m (100 feet) để tránh bị radar của Ai Cập, Sudan, và Ả Rập Xê Út phát hiện. Ở gần cửa sông phía nam của Biển Đỏ những chiếc C-130 quay về phía nam và bay qua miền nam Djibouti. Từ đó họ tới một điểm phía đông bắc Nairobi, dường như thuộc Kenya qua Somalia và vùng Ogaden của Ethiopia. Sau đó họ bay về phía nam qua Thung lũng Đường nứt châu Phi và qua Hồ Victoria. Hai chiếc phản lực Boeing 707 bay theo họ. Chiếc thứ nhất mang theo các đồ y tế và hạ cánh tại Sân bay Quốc tế Jomo Kenyatta ở Nairobi, Kenya. Người chỉ huy chiến dịch, Thiếu tướng Yekutiel Adam, ở trên chiếc Boeing thứ hai bay trên Sân bay Entebbe trong thời gian chiến dịch.
Lực lượng mặt đất của Israel có số lượng xấp xỉ 100 người, và gồm các thành phần sau:
- Đội Chỉ huy và Điều khiển Mặt đất

Nhóm nhỏ này gồm người chỉ huy chung, Thiếu tướng Shomron, và các nhân viên liên lạc và hỗ trợ.
- Đội tấn công

Một đơn vị tấn công 29 người dưới sự chỉ huy của Trung tá Netanyahu, lực lượng này gồm toàn các lính commando thuộc Sayeret Matkal, và có nhiệm vụ hàng đầu là tấn công vào nhà ga cũ và giải cứu các con tin. Thiếu tá Betser chỉ huy một đội các nhóm tấn công, Matan Vilnai chỉ huy nhóm kia.
- Đội tăng cường

1. Bảo vệ khu vực, và ngăn chặn bất kỳ một lực lượng mặt đất thù địch nào can thiệp vào những chiếc C-130 Hercules và cuộc giải cứu.
2. Phá huỷ phi đội máy bay phản lực chiến đấu MiG trên mặt đất, để ngăn chặn bất kỳ sự can thiệp nào của Không quân Uganda.
3. Bảo vệ và hỗ trợ việc đưa con tin lên các máy bay vận tải.
4. Hỗ trợ việc tái nạp nhiên liệu cho những chiếc máy bay vận tải.

## Cuộc đột kích

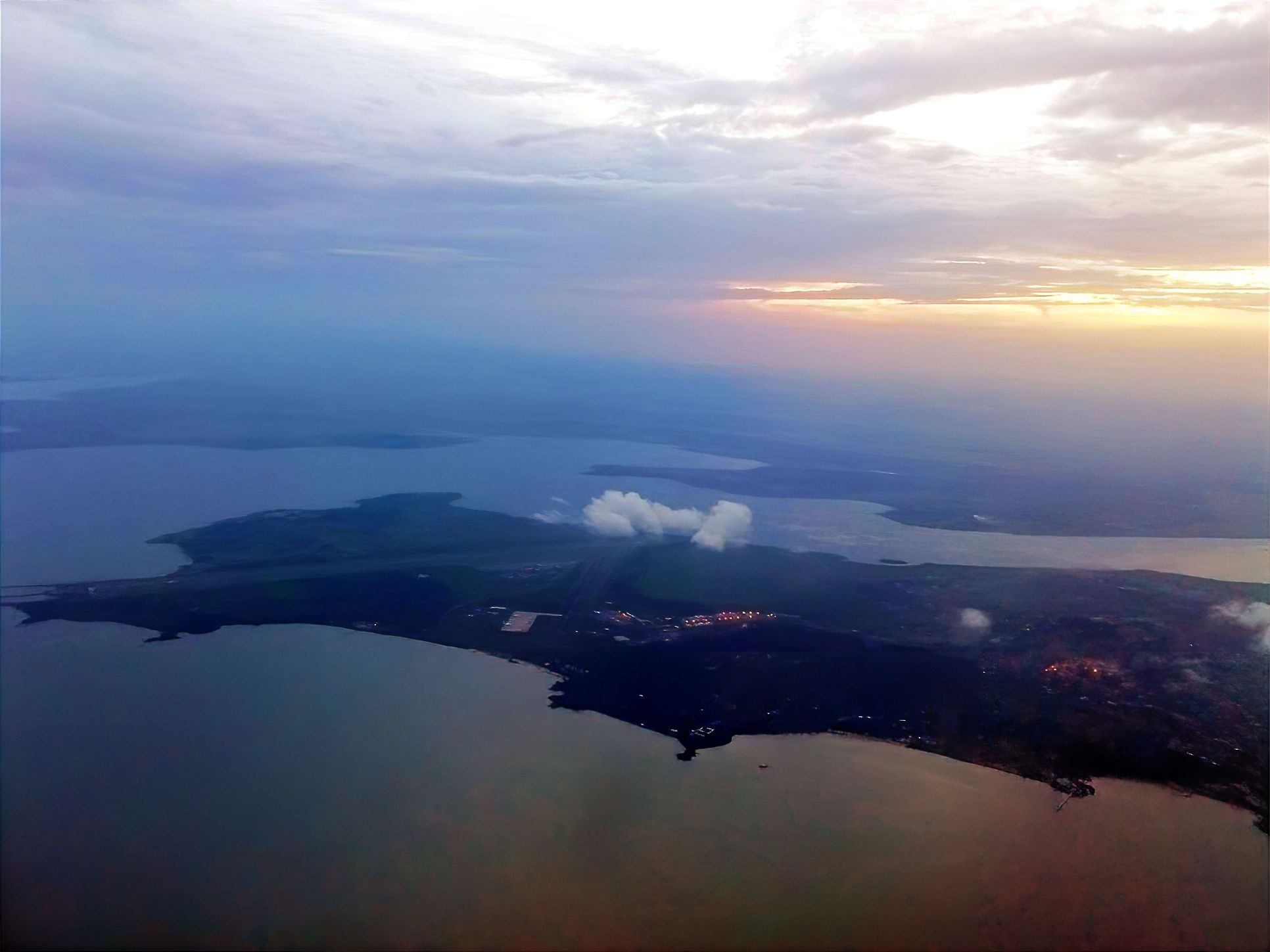
Ảnh chụp từ trên không thành phố Entebbe và Sân bay Quốc tế Entebbe trong hoàng hôn

Các lực lượng Israel hạ cánh tại Entebbe lúc 23:00 IST, với các khoang hàng đã mở cửa sẵn. Một chiếc Mercedes đen được hộ tống bởi những chiếc Land Rover được triển khai để tạo cảm giác rằng các binh sĩ Israel đang lái xe từ chiếc máy bay vừa hạ cánh ra tới nhà ga là một đoàn hộ tống cho Amin vừa quay trở về, hay một quan chức cấp cao khác. Chiếc Mercedes và những chiếc xe hộ tống nhanh chóng được các thành viên đội tấn công Israel lái tới nhà ga sân bay theo đúng kiểu thông thường của Amin. Dọc con đường, hai cảnh sát Uganda, những người biết rằng Idi Amin mới mua một chiếc Mercedes trắng thay cho chiếc màu đen, đã ra lệnh cho đoàn xe dừng lại. Các lính commando nổ súng vào hai viên cảnh sát bằng súng giảm thanh, nhưng không trúng người nào. Khi họ rút đi, một lính commando Israel trong một trong những chiếc Land Rovers chạy theo chiếc Mercedes phát hiện ra rằng họ đã không loại bỏ được hai viên cảnh sát và nhanh chóng giết họ bằng một quả lựu đạn bắn ra từ khẩu Kalashnikov của mình. Sợ rằng những hành động này sẽ báo động cho những người ủng hộ những tên không tặc, đội tấn công nhanh chóng hành động.
Lính Israel lao ra từ những chiếc xe và xông vào nhà ga. Trong khoảng thời gian ngắn ngủi nhưng gấp gáp này, Chỉ huy Yonatan Netanyahu bị tử thương, có lẽ bởi một lính bắn tỉa Uganda trong đài kiểm soát không lưu. Ông là lính commando duy nhất thiệt mạng trong chiến dịch. Các con tin ở trong toà nhà chính của sân bay, ngay cạnh đường băng. Ngay khi vào nhà ga, các lính commando hét lên qua loa, "Nằm xuống! Nằm xuống! Chúng tôi là binh sĩ Israel." bằng cả tiếng Hebrew và tiếng Anh. Một người Do Thái quốc tịch Pháp 19 tuổi tên là Jean-Jacques Maimoni - người đã chọn cách xác nhận mình là một người Do Thái Israel với những kẻ không tặc tuy anh ta có một hộ chiếu Pháp - đứng dậy, nhưng bị các lính commando Israel giết, họ nhầm tưởng anh ta là một tên không tặc. Một con tin khác, Pasco Cohen, 52, người quản lý một quỹ bảo hiểm y tế Israel, cũng bị tử thương trong cuộc tấn công, hoặc từ súng của những tên không tặc hoặc chẳng may do các lính commando Israel. Ngoài ra, một con tin thứ ba, Ida Borochovitch 56 tuổi, một người Nga gốc Do Thái đã di cư tới Israel, bị giết trong cuộc đấu súng.

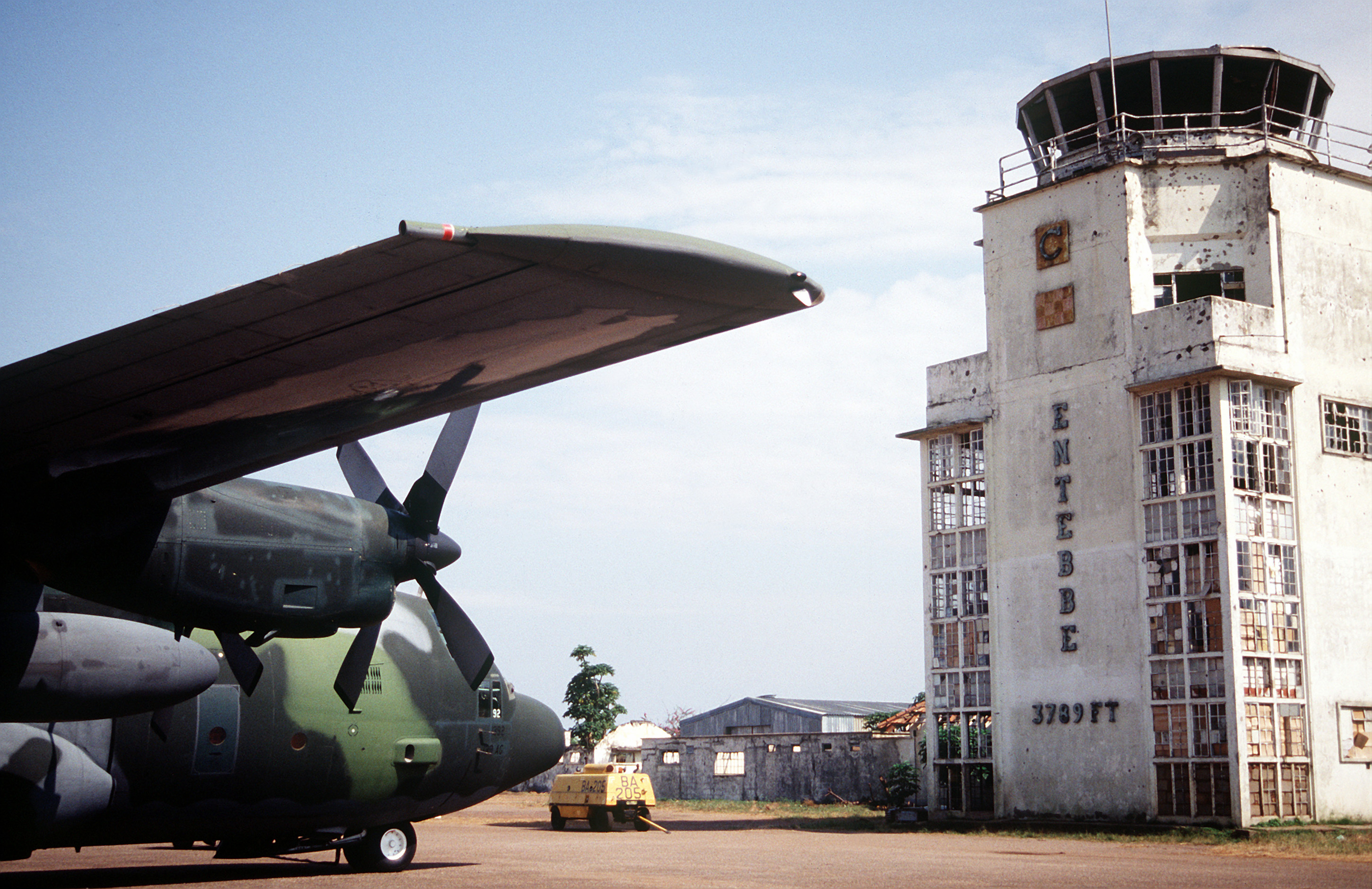
Một chiếc C-130 Hercules phía trước nhà ga cũ sau khi hạ cánh với thực phẩm và đồ hỗ trợ cho các trại tị nạn Rwandan năm 1994. Lưu ý lỗ đạn từ cuộc đột kích năm 1976 vẫn còn.

Có thời điểm, một lính commando đã kêu lên bằng tiếng Hebrew, "Bọn còn lại đâu rồi?", chỉ tới những kẻ không tặc. Các con tin chỉ vào một cửa nối của sảnh chính sân bay, các lính commando Israel ném nhiều quả lựu đạn vào trong đó. Sau đó họ vào trong phòng và bắn chết ba tên không tặc còn lại, hoàn thành cuộc tấn công. Trong lúc ấy, ba chiếc C-130 Hercules khác đã hạ cánh và triển khai các xe bọc thép chở quân, được dùng để phòng vệ trong thời gian tái nạp nhiên liệu, để phá huỷ các máy bay chiến đấu của Uganda tại sân bay để ngăn chúng đuổi theo các máy bay của Israel sau khi họ đã rời Sân bay Entebbe, và để thu thập tin tức.
Sau cuộc đột kích, đội tấn công của Israel quay lại chiếc máy bay của mình và bắt đầu đưa các con tin lên khoang. Các binh sĩ Uganda nổ súng vào họ trong quá trình đó. Các lính commando bắn trả, giết hại nhiều binh sĩ Uganda. Người Israel hoàn thành việc đưa con tin lên khoang, đưa thi thể Yonatan Netanyahu vào trong một trong những chiếc máy bay, và sau đó rời Sân bay Entebbe. Toàn bộ chiến dịch kéo dài 53 phút - trong đó thời gian tấn công chỉ kéo dài 30 phút, và toàn bộ bảy tên không tặc có mặt đều bị giết. Ít nhất năm lính commando khác của Israel bị thương. Trong số 105 con tin, ba người thiệt mạng và xấp xỉ 10 người bị thương. Khoảng 33 tới 45 binh sĩ Uganda bị giết trong cuộc đột kích, và khoảng 11 chiếc máy bay chiến đấu MiG-17 của Không quân Uganda bị phá huỷ trên mặt đất tại Sân bay Entebbe. Các con tin được giải cứu được đưa về Israel qua Nairobi, Kenya, ngay sau đó.
Dora Bloch, một con tin 75 tuổi được đưa tới Bệnh viện Mulago ở Kampala, đã bị chính phủ Uganda giết hại, khi một số bác sĩ và y tá của bà tìm cách can thiệp. Tháng 4 năm 1987, Henry Kyemba, Tổng Chưởng lý và Bộ trưởng Tư pháp Uganda ở thời điểm đó, đã nói với Cao uỷ Nhân quyền Uganda rằng Bloch đã bị kéo khỏi giường bệnh và bị hai sĩ quan quân đội giết hại theo lệnh của Idi Amin. Thi thể của Bloch được phát hiện gần một cánh đồng mía cách 20 dặm (32 km) phía đông Kampala năm 1979, sau cuộc Chiến tranh Ugandan–Tanzanian dẫn tới sự chấm dứt thời kỳ cai trị của Amin.

## Bối cảnh
Các công ty Israel đã tham gia vào nhiều dự án xây dựng tại châu Phi trong thập niên 1960 và 1970. Một lý do cuộc đột kích được lên kế hoạch tốt như vậy bởi toà nhà nơi các con tin bị giam giữ được Solel Boneh, một công ty xây dựng Israel, thực hiện, và họ vẫn còn các bản vẽ của nó, và đã cung cấp cho chính phủ Israel. Ngoài ra, Mossad đã có một bức tranh chính xác về nơi giam giữ các con tin, số lượng các chiến binh và binh lính Uganda tham gia từ những con tin được thả ra tại Paris. Khi lên kế hoạch cho chiến dịch quân sự, quân đội Israel đã làm mô hình một phần nhà ga sân bay với sự giúp đỡ của một số kỹ sư Israel tham gia vào việc xây dựng công trình thực tế. Công việc được bảo mật rất kỹ, và các nhà thầu dân sự xây dựng bản sao này đã bị giữ như những vị "khách" của quân đội cho tới khi chiến dịch giải cứu được tuyên bố thành công.
Theo một bài phỏng vấn ngày 5 tháng 7 năm 2006 của Associated Press với người tổ chức cuộc đột kích "Muki" Betser, các nhà điều tra của Mossad đã phỏng vấn kỹ lưỡng các con tin được thả ra. Nhờ vậy, một nguồn tin khác là một hành khách người Pháp - Do Thái, người bị thả nhầm như một con tin phi Do Thái. Betser nói rằng người đàn ông này đã trải qua huấn luyện quân sự và có "một trí nhớ siêu đẳng," cho phép ông ta cung cấp thông tin về số lượng và trang bị của những kẻ bắt giữ con tin, cùng nhiều thông tin giá trị khác.
Trong tuần trước cuộc đột kích, Israel đã tìm kiếm một số giải pháp chính trị để giải phóng các con tin. Nhiều nguồn tin nói rằng nội các Israel đã chuẩn bị thả các tù binh Palestine nếu một giải pháp quân sự không có hy vọng thành công. Một sĩ quan IDF đã nghỉ hưu, Baruch "Burka" Bar-Lev, đã từng biết Idi Amin trong nhiều năm và được coi là có mối quan hệ cá nhân thân cận với ông ta. Theo yêu cầu của nội các ông đã nhiều lần liên lạc điện thoại với Amin, tìm cách giải phóng các con tin, nhưng không thành công.

## Hậu quả
Chính phủ Uganda, dưới sự lãnh đạo của Juma Oris, Bộ trưởng Ngoại giao Uganda ở thời điểm ấy, sau này đã tìm cách tổ chức một kỳ họp của Hội đồng Bảo an Liên hiệp quốc để tìm kiếm một sự lên án chính thức với cuộc đột kích của Israel, như sự xâm phạm vào chủ quyền của Uganda. Hội đồng ngay lập tức từ chối đưa ra bất kỳ một nghị quyết nào về vấn đề này, không lên án cả Israel và Uganda. Trong bài phát biểu của mình trước Hội đồng, đại sứ Israel Chaim Herzog nói:
Chúng tôi tới với một thông điệp đơn giản tới Hội đồng: chúng tôi tự hào về điều mình đã làm bởi chúng tôi đã thể hiện với thế giới rằng, một quốc gia nhỏ bé, trong những trường hợp của Israel, mà với quốc gia đó các thành viên của Hội đồng này hiện đã đều biết rõ, phẩm giá của một con người, cuộc sống của con người và tự do của con người là những giá trị cao nhất. Chúng tôi không chỉ tự hào bởi chúng tôi đã cứu mạng sống của hơn một trăm đàn ông, đàn bà và trẻ em vô tội mà còn bởi tầm quan trọng của hành động của chúng tôi cho lý tưởng tự do của loài người.— HERZOG, Chaim.

Tổng thư ký Liên hiệp quốc Kurt Waldheim đã miêu tả cuộc đột kích là "một sự vi phạm nghiêm trọng vào chủ quyền quốc gia của một nước thành viên Liên hiệp quốc" (có nghĩa là Uganda). Vì từ chối ra đi (và sau đó để lại một số hành khách làm con tin) khi đã được những kẻ khủng bố cho phép, Cơ trưởng Bacos đã bị các lãnh đạo của mình tại Air France lên án và cho tạm ngừng công việc trong một thời gian. Ông đã được Israel tặng thưởng vì hành động anh hùng từ chối để lại các con tin Do Thái. Idi Amin bị bẽ mặt bởi cuộc đột kích bất ngờ này. Ông tin rằng Kenya đã cộng tác với Israel trong việc liên kế hoạch tấn công và hàng trăm người Kenya đang sống tại Uganda đã bị thảm sát sau đó. Nhưng từ thời điểm đó, chế độ của Amin bắt đầu tan rã, và hai năm sau, ông bị buộc phải đi sống lưu vong tại Ả Rập Xê Út. Amin chết ở Jeddah tháng 8 năm 2003. Trong những năm sau đó, Betser và những người anh em của Yonatan Netanyahu - Iddo và Benjamin, tất cả đều là các cựu chiến binh của Sayeret Matkal - ngày càng xuất hiện nhiều trước các diễn đàn công khai về người chịu trách nhiệm cho việc nổ súng bất ngờ dẫn tới cái chết của Yonatan Netanyahu và một phần về sự mất bí mật chiến thuật.

## Các quốc tịch
Chiếc máy bay chở theo 248 hành khách và 12 thành viên phi đoàn- trong số đó bốn người thiệt mạng và mười người bị thương. Trong tổng cộng 260 trên khoang, 256 trở về an toàn. Một con tin thứ tư sau này bị các sĩ quan quân đội Uganda giết hại tại Bệnh viện Mulago ở Kampala.
Bốn con tin thiệt mạng là:
1. Jean-Jacques Maimoni - một người Pháp gốc Do Thái 19 tuổi, người đã đứng dậy khi các lính commando Israel đang trấn áp những kẻ không tặc. Họ nhầm anh ta với một tên không tặc.[11]
2. Pasco Cohen - một người quản lý 52 tuổi tại một quỹ bảo hiểm y tế Israel, ông bị tử thương bởi đạn, hoặc từ phía những kẻ không tặc hoặc bởi các lính commando Israel.[11]
3. Ida Borochovitch - một người Nga gốc Do Thái 56 tuổi đã di cư sang Israel, cũng bị giết trong cuộc đọ súng.[11]
4. Dora Bloch - một phụ nữ 75 tuổi bị chính phủ Uganda giết hại tại Bệnh viện Mulago ở Kampala khi đang được điều trị bệnh không liên quan tới cuộc đột kích. Xác của Bloch đã được phát hiện gần một cánh đồng mía cách 20 dặm phía đông Kampala năm 1979.[23]

Theo một danh sách của Air France, đa số hành khách là người Israel, người Pháp, Hoa Kỳ và Anh Quốc. Tất cả 105 hành khách bị bắt giữ đều là người Do Thái. Danh sách cụ thể như sau:
| Quốc tịch   | Hành khách | Phi đội | Tổng |
| ----------- | ---------- | ------- | ---- |
| Bỉ          | 4          | 0       | 4    |
| Brasil      | 2          | 0       | 2    |
| Đan Mạch    | 2          | 0       | 2    |
| Pháp        | 42         | 12      | 54   |
| Hy Lạp      | 25         | 0       | 25   |
| Đức         | 1          | 0       | 1    |
| Israel      | 92         | 0       | 92   |
| Ý           | 9          | 0       | 9    |
| Nhật Bản    | 1          | 0       | 1    |
| Hàn Quốc    | 1          | 0       | 1    |
| Tây Ban Nha | 5          | 0       | 5    |
| Anh Quốc    | 30         | 0       | 30   |
| Hoa Kỳ      | 34         | 0       | 34   |
| Tổng        | 248        | 12      | 260  |

## Hình ảnh

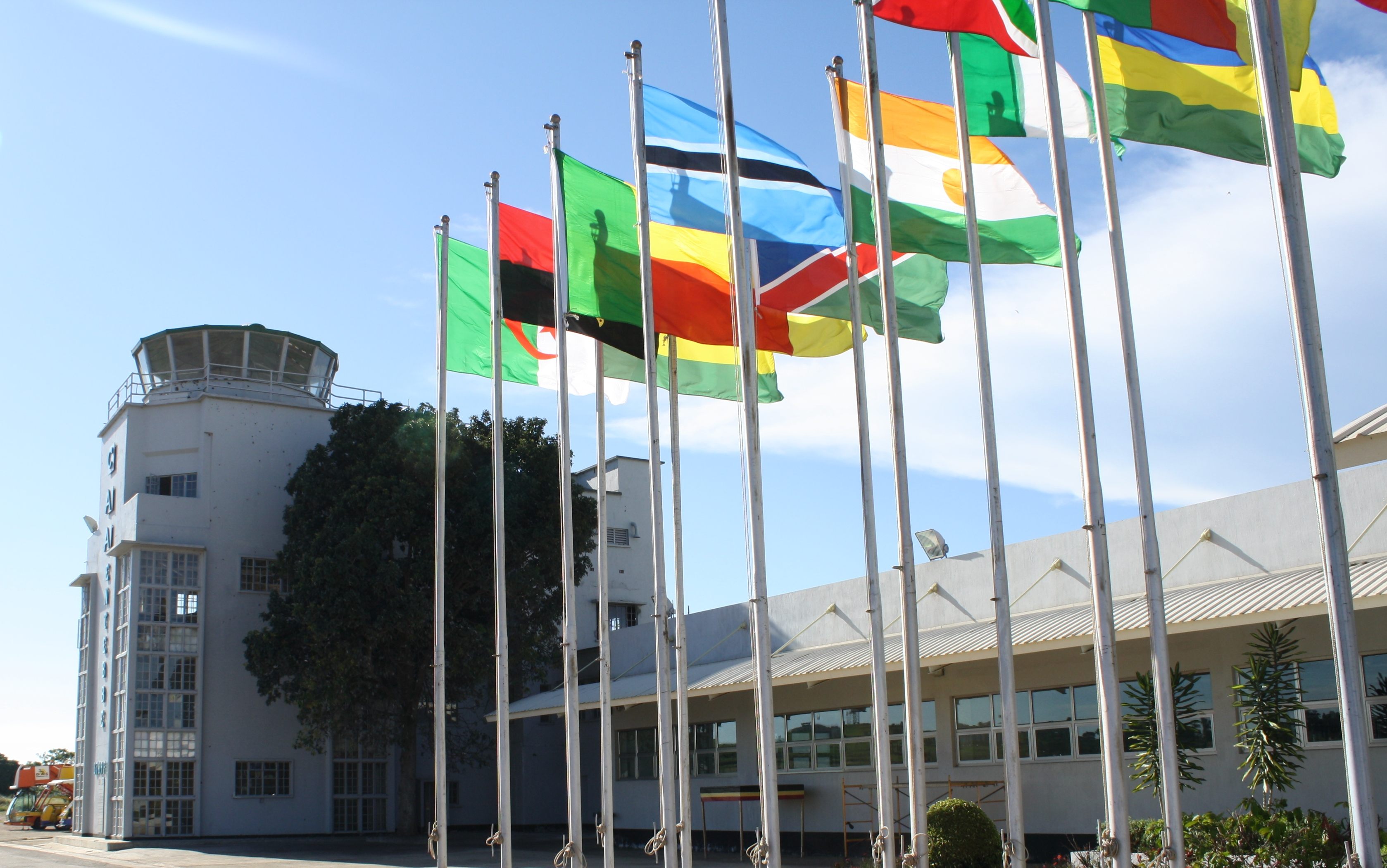
Toà nhà ga cũ ngày nay.
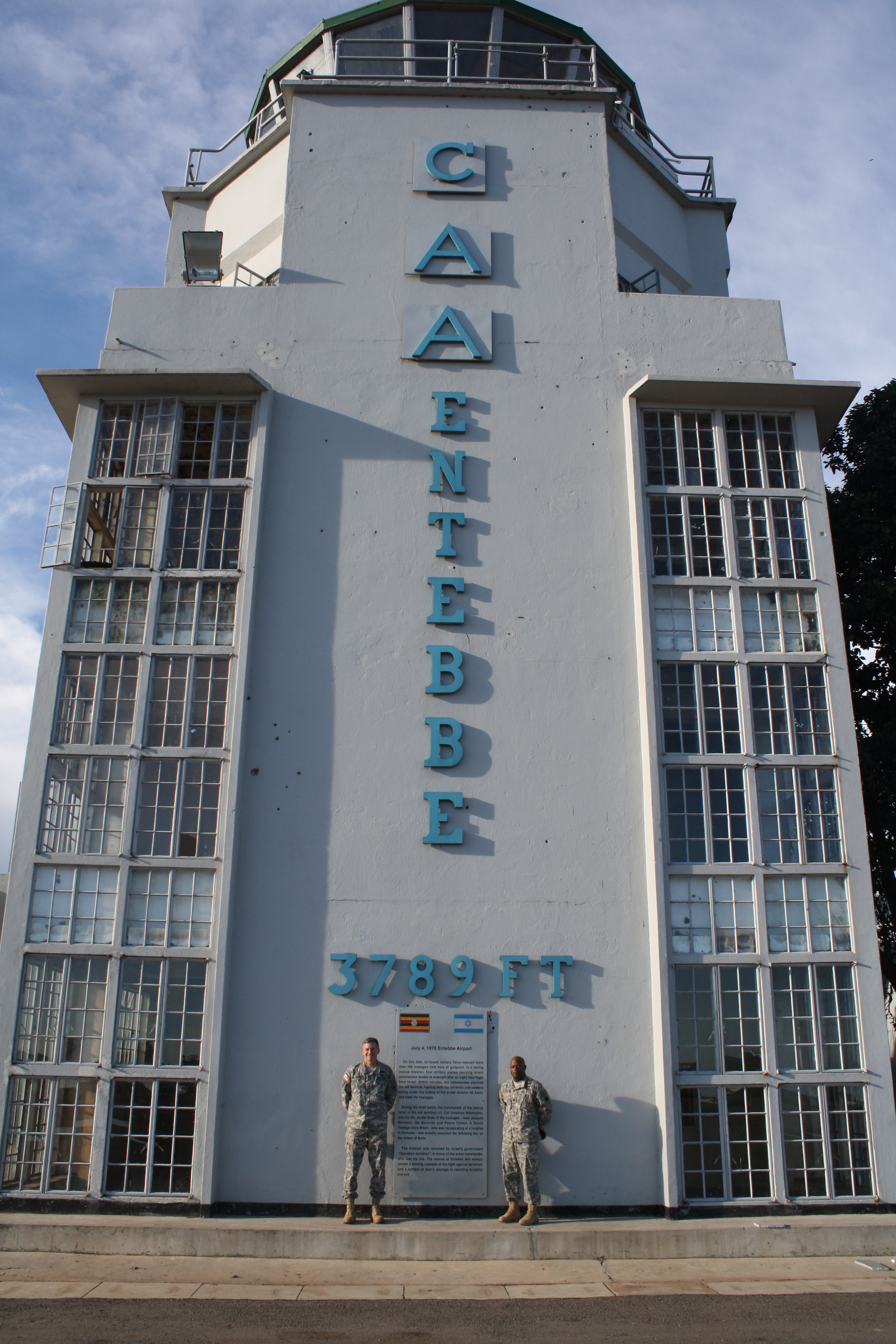
Toà nhà ga cũ nhìn từ phía trước.
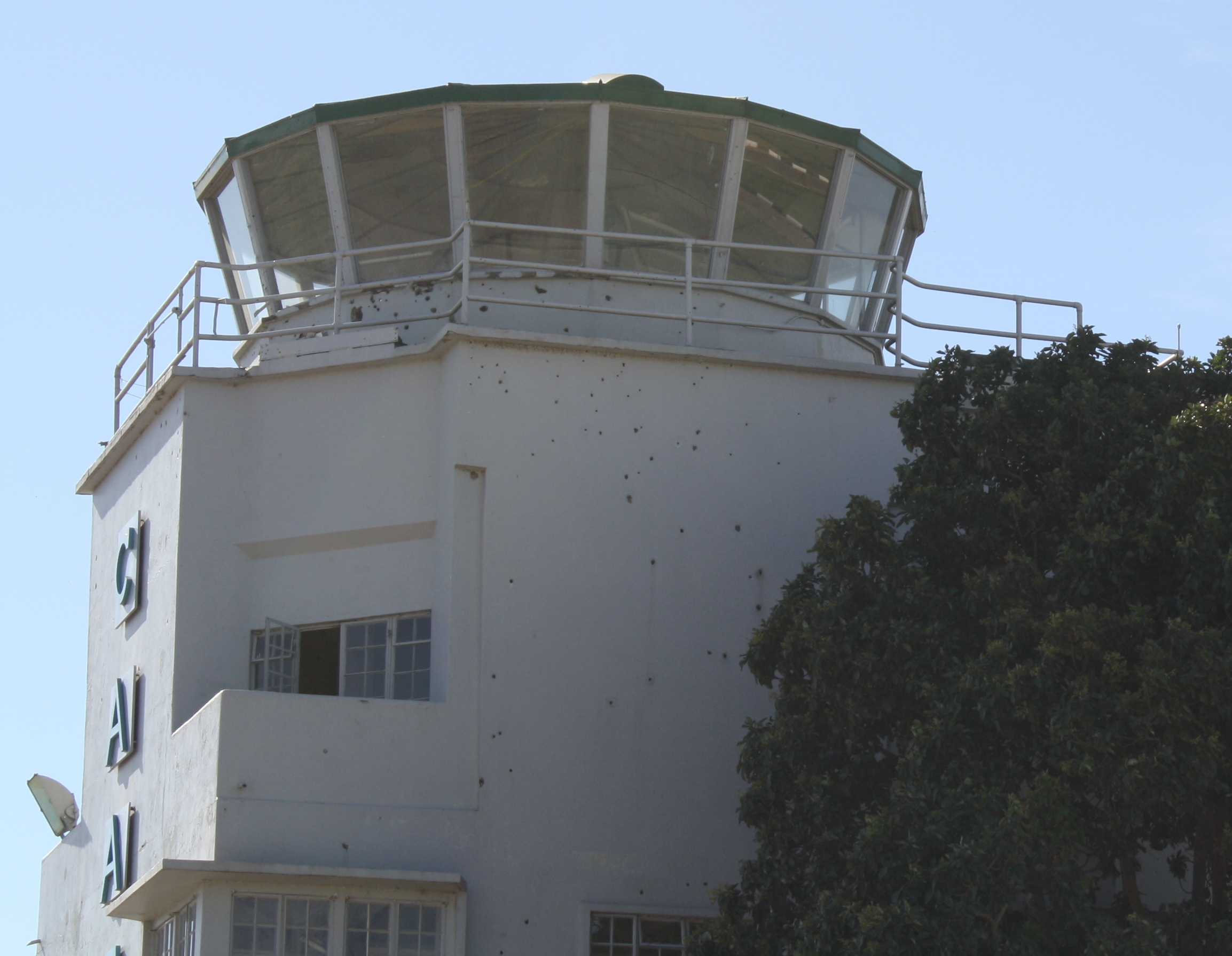
Cận cảnh tháp không lưu.
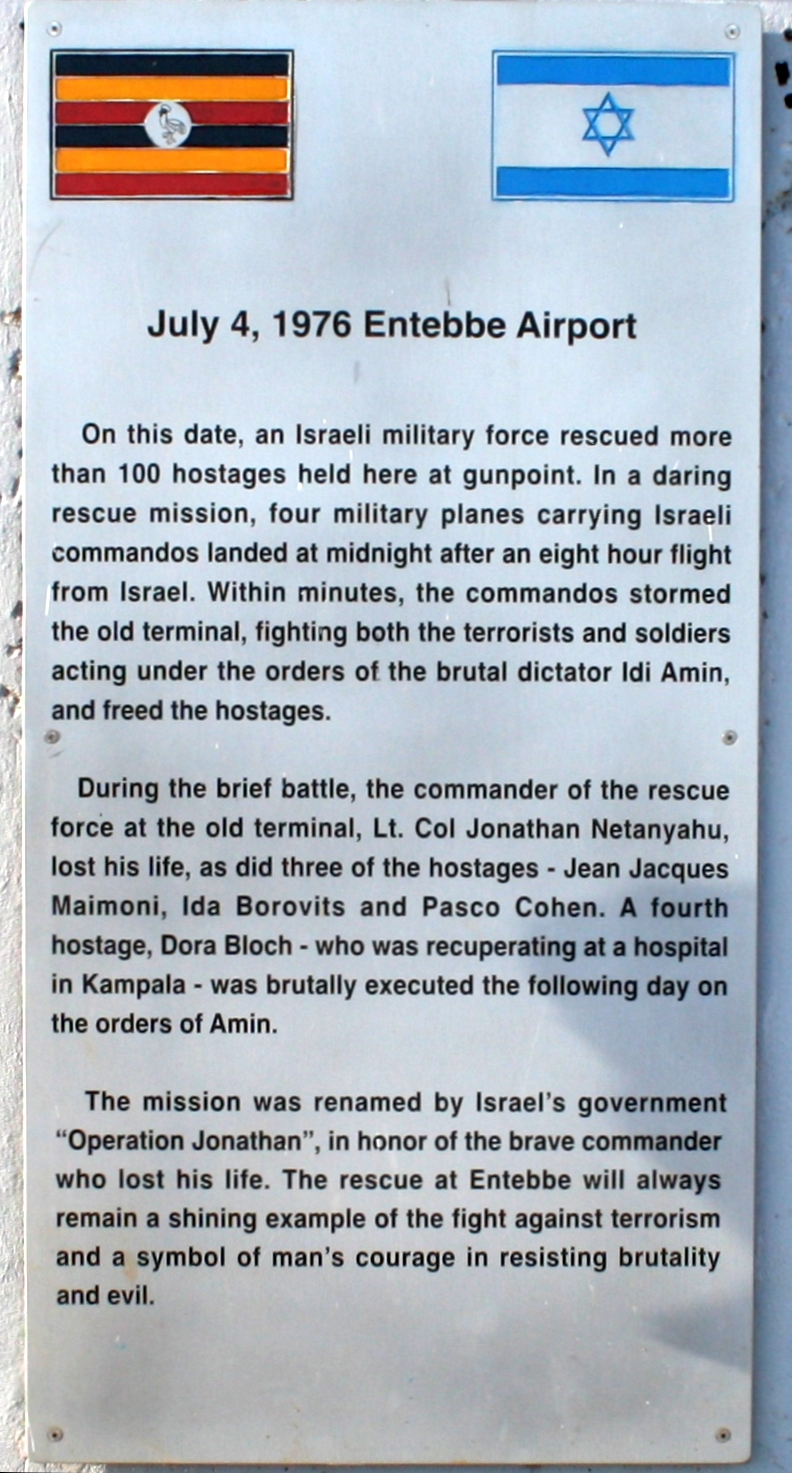
Tấm biển trên tường nhà ga cũ.
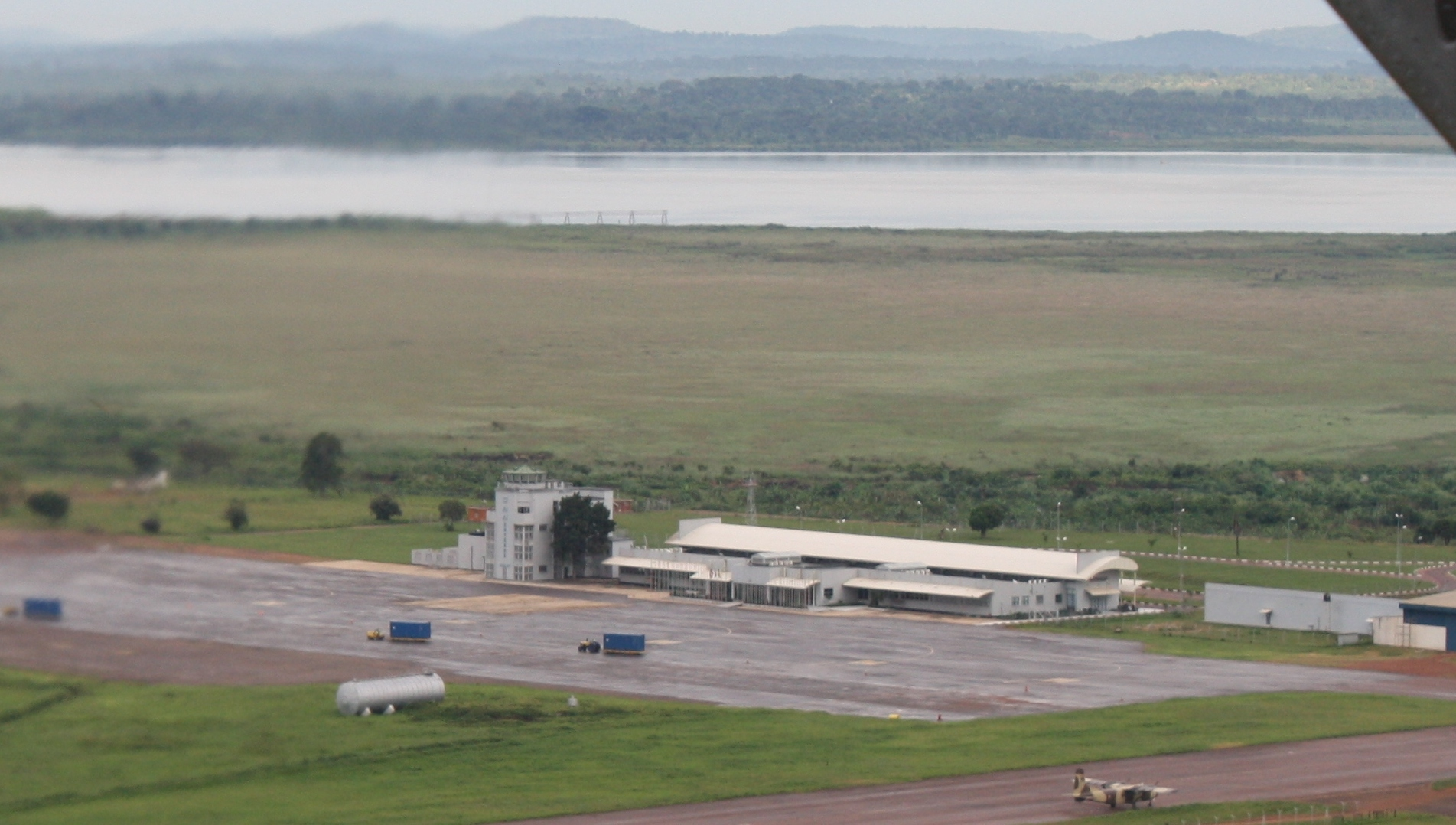
Toà nhà ga cũ của Sân bay Quốc tế Entebbe nhìn từ trên không.

## Kịch hoá
Vụ việc đã trở thành chủ đề của nhiều bộ phim, hai trong số đó là các bộ phim của Mỹ với các diễn viên người Mỹ/Anh; một bộ phim thứ ba do Israel sản xuất với hầu hết các vai chính là diễn viên Israel. Vụ không tặc chuyến bay AF139 của Air France và phi vụ giải cứu sau đó đã được dựng lại trong bộ phim tài liệu Operation Thunderbolt: Entebbe. Dưới đây là một danh sách đầy đủ các bộ phim về vụ việc:
- Victory at Entebbe (1976): với Anthony Hopkins, Burt Lancaster, Elizabeth Taylor và Richard Dreyfuss, Đạo diễn: Marvin J. Chomsky.
- Raid On Entebbe (1977): với Peter Finch, Horst Buchholz, Charles Bronson, Yaphet Kotto, và James Woods, Đạo diễn: Irvin Kershner, Nhà sản xuất: Edgar J. Scherick.
- Mivtsa Yonatan (Tên tiếng Anh: Operation Thunderbolt) (1977): Yehoram Gaon người Israel đóng vai Trung tá Netanyahu, diễn viên Sybil Danning người Áo và Klaus Kinski người Đức đóng vai những kẻ không tặc. Đạo diễn: Menahem Golan.

Những đề cập khác:
- Trong The Delta Force (1986) phi vụ giải cứu con tin được lấy cảm hứng từ Chiến dịch Entebbe.
- Vụ việc cũng được nhắc tới trong Rise and Fall of Idi Amin (1980) và The Last King of Scotland (2006).
- Arcade game năm 1988 Operation Thunderbolt dựa một phần trên các sự kiện của Chiến dịch Entebbe.
- "Assault on Entebbe," một phim tài liệu của National Geographic Channel Situation Critical đề cập tới chiến dịch này.
- To Pay the Price là một vở diễn năm 2009 của Peter-Adrian Cohen dựa một phần trên những bức thư của Yonatan Netanyahu.[35] Vở kịch, do Nhà hát Or Bắc Carolina sản xuất khai diễn tại Broadway New York tháng 6 năm 2009 trong Festival of Jewish Theater and Ideas.[36]

## Tuyên bố sự liên can của Israel
Theo một hồ sơ của chính phủ Anh về vụ khủng hoảng, một tiếp xúc giấu tên bên trong Liên hiệp Nghị viện Ả Rập đã tìm cách thuyết phục một nhà ngoại giao Anh tại Paris, ngay sau vụ không tặc, rằng Sở Mật vụ Israel và Mặt trận Nhân dân Giải phóng Palestine (PFLP), đã cùng hành động để chiếm máy bay. Theo phiên bản này, Shin Bet đã giúp vạch ra kế hoạch để làm tổn hại uy tín của PLO tại Pháp và việc thiết lập quan hệ của nó với Hoa Kỳ. Israel bác bỏ cáo buộc của nguồn tiếp xúc về sự liên quan của mình, và các quan chức trong văn phòng Phó thủ tướng gọi nó là "ngu xuẩn" và "không đáng để bình luận." Sự thiếu vắng các bằng chứng xác thực ủng hộ cáo buộc dẫn tới những đồn đoán rằng đã có một hành động chủ tâm thông tin sai, một nỗ lực để tạo một giả thuyết âm mưu.